# Der Irrenhausgarten in Saint-Rémy
Der Irrenhausgarten in Saint-Rémy ist ein Gemälde von Vincent van Gogh. Es entstand im Herbst und Winter 1889 im Garten der Irrenanstalt, in die sich Vincent van Gogh Mai 1889 freiwillig einliefern ließ. Das Gemälde befindet sich heute im Museum Folkwang in Essen.

## Bildinhalt
Das Gemälde zeigt den ummauerten Garten der Anstalt. Zentraler Gegenstand ist die mächtige Pinie im Garten des Sanatoriums, die Vincent van Gogh selber als einen „düsteren Riesen“ und einen „stolzen Besiegten“ bezeichnete. In einem Brief an Émil Bernard berichtete Vincent van Gogh, dass die Pinie von einem Blitz getroffen worden sei und dass man daraufhin den größten Ast des Baumes absägen musste. Der verletzte Stamm ist das Zentrum des Bildes. Ein Seitenzweig ragt noch aus dem Stamm Richtung Himmel. Im Hintergrund des Gemäldes finden sich weitere Bäume, so dass gedrehte Zweige das Bild dominieren. Im Gegensatz zu den lebhaft bewegten Zweigen steht der in schweren roten Farbtönen dargestellte Gartenboden und die Mauer, die das Sanatorium umgeben. Drei Figuren sind auf dem Gemälde zu finden. Sie wirken im Vergleich zu den Bäumen winzig.

## Hintergrund zur Entstehung
Im Dezember 1888 verlor Vincent van Gogh nach einem Streit mit Paul Gauguin unter nicht völlig geklärten Umständen einen Teil seines linken Ohres. Der Vorfall gilt als erste Manifestation einer Erkrankung, die damals, wohl fälschlich, als Epilepsie diagnostiziert wurde. Wegen des Blutverlustes wurde er rund zwei Wochen lang im Krankenhaus von Arles behandelt; im Februar 1889 machte ein weiterer Anfall einen erneuten mehrtägigen Krankenhausaufenthalt notwendig. Kaum entlassen, wurde er aufgrund einer Petition von Bürgern, die sich vor seinem „unheimlichen“ Verhalten fürchteten, wiederum im Hospital interniert. Diese Zwangsinternierung wurde im April aufgehoben. Da der Maler sich noch nicht zutraute, allein zu leben – möglicherweise auch, um seinen Bruder, der vor kurzem geheiratet hatte, nicht zu sehr zu belasten – entschied er sich für eine Übersiedelung in die unweit gelegene Nervenheilanstalt Saint-Paul-de-Mausole in Saint-Rémy-de-Provence. Die privat geführte Nervenheilanstalt von Saint-Rémy, wo der Maler am 8. Mai eintraf, war in einer ehemaligen Klosteranlage aus dem 12. Jahrhundert untergebracht. Malen war ihm dort als eine Art Therapie erlaubt. Im Juli erlitt er einen schweren Anfall, in dessen Verlauf er (ebenso wie während eines weiteren Anfalls Ende des Jahres) versuchte, giftige Farben zu schlucken, was möglicherweise als Selbstmordversuch gewertet werden kann. Danach wagte er sich für Wochen nicht aus dem Haus, malte indes mehrere Selbstporträts. Außerdem setzte er eine Reihe von Gemälden, die er schätzte und als Schwarzweiß-Reproduktionen besaß – vor allem von Delacroix und Millet – in farbige Gemälde um. Im Oktober 1889 wagte sich van Gogh das erste Mal wieder aus den Anstaltsmauern. Olivenhaine und Pinien waren in dieser Zeit eines der zentralen Themen seiner Kunst.